# اللصوص (فلم 1981)
اللصوص هو فيلمٌ مصريٌ أُنتج عام 1981. وهو مأخوذ من الفيلم الأمريكي «كان لصاً».

## قصة الفيلم
يتعرف حسن عبد ربه (محمود ياسين) على النشالة نادية (ناهد شريف) التي حاولت سرقته في مدينة الملاهي، لكنها تفشل في ذلك. تنشأ علاقة حب بينهما ويتزوجان.
حسن في الواقع هو فرد ضمن عصابة تقوم بسرقة الخزائن، ويعمل أيضاً في العصابة أخوه رشوان (غسان مطر). إلاّ أن حسن يمتاز عن بقية أفراد العصابة بقدرته على فتح الخزائن. تنجح العصابة في إحدى عمليات السطو، لكن الشرطة تنجح في القبض على حسن، ويُسجن ثمان سنوات.
تقرر نادية التوبة وإيجاد عمل شريف أثناء سجن زوجها، وترفض جميع إغراءات رشوان شقيق زوجها. كذلك يقرر حسن التوبة بعد خروجه من السجن. إلاّ أنه يتعرض للمراقبة الدائمة من رئيس المباحث عصام (سعيد عبد الغني)، وللمضايقة من أخيه رشوان لإرجاعه للعصابة لدرجة أنهم أحرقوا سيارة الأجرة التي يعمل عليها.
يكتشف حسن مصادفة أنه مصاب بسرطان في المعدة، وأن أيامه صارت معدودة، ولذلك يعود للعصابة لتأمين مبلغ يتركه لأسرته بعد موته. تقوم العصابة بعملية سطوٍ ناجحة، لكنهم يكتشفون أن الشرطة تترصدهم، ويموت حسن أثناء تبادل لإطلاق النار، ويتعهد له عصام بالتكفل بأسرته بعد موته.